# Verden i stå
Verden i stå er det tredje studiealbum af den danske singer-songwriter Rasmus Walter, der blev udgivet den 20. oktober 2014 på Playground Music. 
Modsat de to tidligere albums, der bar præg af en organisk lyd, har producer Søren Mikkelsen på dette album fået en mere fremtræende rolle, med et mere elektronisk lydbillede. Om dette har Walter udtalt: "Jeg ser først og fremmest mig selv som sangskriver, men jeg har helt klart givet mere plads til Søren denne gang. Denne gang har det kun været os to og en trompetist. Jeg har altid været meget "brun" i min musikopfattelse, organiske instrumenter fra Stones til Travis, men har længe gerne villet flytte mig."
Første single, "Verden i stå" udkom den 25. august 2014. Om singlen har Walter udtalt: "For en gangs skyld handler det om mødet frem for afskeden, som jeg har skrevet så mange sange om efterhånden. Måske er det bare kommet helt naturligt i kraft af, at jeg har fundet et hjem til min kærlighed med min kæreste og mit barn."
I november 2015 modtog albummet guld for 10.000 solgte eksemplarer.

## Spor
Alle sange skrevet og komponeret af Rasmus Walter. 
| #   | Titel                           | Længde |
| --- | ------------------------------- | ------ |
| 1.  | "Indtil du lægger mig på plads" | 5:16   |
| 2.  | "Verden i stå"                  | 3:18   |
| 3.  | "På en dag som i dag"           | 3:29   |
| 4.  | "Om og om igen"                 | 3:54   |
| 5.  | "Alting fungerer"               | 3:28   |
| 6.  | "Når alt kommer til alt"        | 3:04   |
| 7.  | "Dit nordlige sind"             | 4:15   |
| 8.  | "Blå blå måne"                  | 4:13   |
| 9.  | "Tre der trækker vejret"        | 2:41   |
| 10. | "Samvittigheden intakt"         | 5:07   |

| 11. | "Station til station" | 3:12 |

| 11. | "Blå blå måne" (akustisk version)                  | 4:02 |
| 12. | "Verden i stå" (akustisk version)                  | 3:16 |
| 13. | "Indtil du lægger mig på plads" (akustisk version) | 3:51 |

| 11. | "Knust glas" (akustisk tour 2014)             | 3:36 |
| 12. | "Hvad sku' vi her vi to" (akustisk tour 2014) | 4:47 |
| 13. | "Rundt i svinget" (akustisk tour 2014)        | 3:30 |
| 14. | "Dybt vand" (akustisk tour 2014)              | 3:49 |

## Hitlister og certificeringer
| Hitliste (2014)        | Højeste placering |
| ---------------------- | ----------------- |
| Danmark (Album Top-40) | 1                 |

| Hitliste (2014) | Placering |
| --------------- | --------- |
| Danmark         | 38        |

| Land (Organisation) | Certificering |
| ------------------- | ------------- |
| Danmark (IFPI)      | Guld          |